# Thalassoma nigrofasciatum
Thalassoma nigrofasciatum là một loài cá biển thuộc chi Thalassoma trong họ Cá bàng chài. Loài này được mô tả lần đầu tiên vào năm 2003.

## Từ nguyên
Từ định danh của loài cá này, nigrofasciatum, trong tiếng Latinh có nghĩa là "có dải sọc đen", hàm ý đề cập đến các khoảng màu đen ở trên cơ thể của chúng.

## Phạm vi phân bố và môi trường sống
T. nigrofasciatum có phạm vi phân bố phổ biến ở Tây Nam Thái Bình Dương. Loài này được ghi nhận từ Papua New Guinea và quần đảo Solomon trải dài về phía nam đến rạn san hô Great Barrier, dọc theo bờ biển bang Queensland và New South Wales đến đảo Lord Howe, bao gồm các rạn san hô vòng và bãi ngầm trên biển San Hô, cũng như một vài đảo quốc và quần đảo thuộc châu Đại Dương, gồm New Caledonia, Fiji, Tonga, đảo Norfolk, quần đảo Kermadec và Niue.
T. nigrofasciatum sống gần các rạn san hô viền bờ, từ vùng biển gần bờ đến ngoài khơi cũng như trong các hồ thủy triều và đầm phá ở độ sâu đến ít nhất 15 m.

## Mô tả
T. nigrofasciatum có chiều dài cơ thể tối đa được ghi nhận là 20 cm. Loài này trước đây bị xác định nhầm là Thalassoma jansenii do chúng có kiểu màu sắc khá tương đồng với nhau. Tuy nhiên, T. nigrofasciatum có vây đuôi lõm sâu hơn, cũng như có vây bụng và vây ngực dài hơn so với T. jansenii; ngoài ra, số dải đen trên cơ thể của T. nigrofasciatum ít hơn so với T. jansenii.
T. nigrofasciatum có 3 dải màu đen ở thân trên, được ngăn cách bởi các khoảng màu trắng; nửa dưới của đầu, ngực và bụng màu trắng. Những khoảng màu trắng trên thân cá đực có thêm viền màu vàng tươi (cá cái không có đặc điểm này). Một vệt màu vàng tươi (cá đực) hoặc trắng (cá cái và cá con) ở rìa sau của mang, trên gốc vây ngực. Cuống đuôi có màu trắng hoặc vàng; vây đuôi của cá đực có hai thùy dài màu đen. Cằm cùa cá đực có màu hồng nhạt.
Số gai ở vây lưng: 8; Số tia vây ở vây lưng: 13; Số gai ở vây hậu môn: 3; Số tia vây ở vây hậu môn: 11; Số gai ở vây bụng: 1; Số tia vây ở vây bụng: 5; Số vây tia ở vây ngực: 15 - 16.

## Lai tạp
Những cá thể lai giữa T. nigrofasciatum với Thalassoma quinquevittatum đã được thu thập và chụp ảnh tại rạn san hô Holmes trên biển San Hô. Những đặc điểm của T. nigrofasciatum được nhìn thấy trên các cá thể lai này là dải màu sẫm viền xanh lục nhạt ở phần trên của mang (là dải màu vàng ở T. nigrofasciatum) và dải màu đen hoặc xám đậm ở mỗi thùy của vây đuôi.

### Trích dẫn
- John E. Randall (2003). "Thalassoma nigrofasciatum, a new species of labrid fish from the south-west Pacific" (PDF). aqua, Journal of Ichthyology and Aquatic Biology. Quyển 7 số 1. tr. 1–8. Bản gốc (PDF) lưu trữ ngày 18 tháng 7 năm 2019. Truy cập ngày 16 tháng 10 năm 2019.
- Fenton M. Walsh; John E. Randall (2004). "Thalassoma jansenii × T. quinquevittatum and T. nigrofasciatum × T. quinquevittatum, hybrid labrid fishes from Indonesia and the Coral Sea" (PDF). aqua, Journal of Ichthyology and Aquatic Biology. Quyển 9 số 2. tr. 69–74. Bản gốc (PDF) lưu trữ ngày 18 tháng 7 năm 2019. Truy cập ngày 16 tháng 10 năm 2019.